# Cabinet Balkenende IV
Pour les articles homonymes, voir Cabinet Balkenende.
 (septembre 2023).
Si vous disposez d'ouvrages ou d'articles de référence ou si vous connaissez des sites web de qualité traitant du thème abordé ici, merci de compléter l'article en donnant les références utiles à sa vérifiabilité et en les liant à la section « Notes et références ».
Royaume des Pays-Bas
Balkenende III Rutte I
Le cabinet Balkenende IV (en néerlandais : Kabinet-Balkenende IV) est le gouvernement du Royaume des Pays-Bas entre le 22 février 2007 et le 14 octobre 2010, durant la trente-quatrième législature de la Seconde Chambre des États généraux.

## Historique du mandat
Dirigé par le Premier ministre chrétien-démocrate sortant Jan Peter Balkenende, ce gouvernement est constitué et soutenu par une coalition gouvernementale entre l'Appel chrétien-démocrate (CDA), le Parti travailliste (PvdA) et l'Union chrétienne (CU). Ensemble, ils disposent de 80 représentants sur 150 à la Seconde Chambre, soit 53,3 % des sièges.
Il est formé à la suite des élections législatives anticipées du 22 novembre 2006.
Il succède donc au cabinet Balkenende III, gouvernement minoritaire de transition constitué et soutenu par une coalition de centre droit entre le CDA et le Parti populaire libéral et démocrate (VVD).

### Formation
Au cours du scrutin, le CDA, le PvdA et le VVD enregistrent tous les trois des pertes qui empêchent la réédition de la majorité formée en 2003, de l'alliance transitoire alors au pouvoir, et de la coalition violette. En conséquence, les chrétiens-démocrates et les travaillistes décident de s'associer pour gouverner, une première depuis le troisième de Ruud Lubbers en 1989. Ratant la majorité absolue à deux sièges, ils intègrent le parti conservateur chrétien social CU à leur alliance.
Le nouvel exécutif, qui compte 16 ministres, est assermenté par la reine le 22 février 2007, soit trois mois et deux jours après les élections législatives.
Le 20 février 2010, les ministres travaillistes remettent leur démission à la suite d'un désaccord au sujet de la guerre d'Afghanistan. La souveraine met un terme au mandat du cabinet trois jours plus tard et lui confie la gestion des affaires courantes.

### Succession
Les élections législatives anticipées du 9 juin 2010 débouchent sur un succès du VVD, un nouveau recul du PvdA et un effondrement du CDA. Plus de quatre mois plus tard, le libéral Mark Rutte parvient cependant à former son premier cabinet.

## Composition

### Initiale (22 février 2007)
| Portefeuille                                                               | Titulaire             | Titulaire | Titulaire                           | Parti |
| -------------------------------------------------------------------------- | --------------------- | --------- | ----------------------------------- | ----- |
| Premier ministre Ministre des Affaires générales                           |                       |           | Jan Peter Balkenende                | CDA   |
| Vice-Premier ministre Ministre des Finances                                |                       |           | Wouter Bos                          | PvdA  |
| Vice-Premier ministre Ministre de la Jeunesse et de la Famille             |                       |           | André Rouvoet                       | CU    |
| Ministre des Affaires étrangères                                           |                       |           | Maxime Verhagen                     | CDA   |
| Ministre de l’Aide au développement                                        |                       |           | Bert Koenders                       | PvdA  |
| Ministre de la Justice                                                     |                       |           | Ernst Hirsch Ballin                 | CDA   |
| Ministre de l'Intérieur et des Relations au sein du Royaume                |                       |           | Guusje ter Horst                    | PvdA  |
| Ministre de l'Éducation, de la Culture et de la Science                    |                       |           | Ronald Plasterk                     | PvdA  |
| Ministre de la Défense                                                     |                       |           | Eimert van Middelkoop               | CU    |
| Ministre du Logement, de l'Aménagement du territoire et de l'Environnement |                       |           | Jacqueline Cramer                   | PvdA  |
| Ministre de l'Habitat, des Quartiers et de l'Intégration                   |                       |           | Ella Vogelaar (jusqu'au 14/11/2008) | PvdA  |
| Ministre de l'Habitat, des Quartiers et de l'Intégration                   | Eberhard van der Laan |           |                                     | PvdA  |
| Ministre des Transports et des Eaux                                        |                       |           | Camiel Eurlings                     | CDA   |
| Ministre des Affaires économiques                                          |                       |           | Maria van der Hoeven                | CDA   |
| Ministre de l'Agriculture, de la Nature et de la Qualité alimentaire       |                       |           | Gerda Verburg                       | CDA   |
| Ministre des Affaires sociales et de l'Emploi                              |                       |           | Piet Hein Donner                    | CDA   |
| Ministre de la Santé, du Bien-être et des Sports                           |                       |           | Ab Klink                            | CDA   |

### Remaniement du23 février 2010
- Les nouveaux ministres sont indiqués en gras, ceux ayant changé d'attributions en italique.

| Portefeuille | Titulaire | Titulaire | Titulaire             | Parti |
| --- | --------- | --------- | --------------------- | ----- |
| Premier ministre Ministre des Affaires générales                                                                       |           |           | Jan Peter Balkenende  | CDA   |
| Vice-Premier ministre Ministre de la Jeunesse et de la Famille Ministre de l'Éducation, de la Culture et de la Science |           |           | André Rouvoet         | CU    |
| Ministre des Affaires étrangères                                                                                       |           |           | Maxime Verhagen       | CDA   |
| Ministre de la Justice Ministre de l'Intérieur et des Relations au sein du Royaume                                     |           |           | Ernst Hirsch Ballin   | CDA   |
| Ministre des Finances                                                                                                  |           |           | Jan Kees de Jager     | CDA   |
| Ministre de la Défense Ministre de l'Habitat, des Quartiers et de l'Intégration                                        |           |           | Eimert van Middelkoop | CU    |
| Ministre du Logement, de l'Aménagement du territoire et de l'Environnement                                             |           |           | Tineke Huizinga       | CU    |
| Ministre des Transports et des Eaux                                                                                    |           |           | Camiel Eurlings       | CDA   |
| Ministre des Affaires économiques                                                                                      |           |           | Maria van der Hoeven  | CDA   |
| Ministre de l'Agriculture, de la Nature et de la Qualité alimentaire                                                   |           |           | Gerda Verburg         | CDA   |
| Ministre des Affaires sociales et de l'Emploi                                                                          |           |           | Piet Hein Donner      | CDA   |
| Ministre de la Santé, du Bien-être et des Sports                                                                       |           |           | Ab Klink              | CDA   |